# Friendly Fire (album)
Albums de Sean Lennon
Into The Sun
(1998)
Friendly Fire est le deuxième album de Sean Lennon, sorti le 3 octobre 2006.
L'inspiration derrière la plupart des chansons de Friendly Fire était la relation tumultueuse de Lennon avec l'actrice et chanteuse Bijou Phillips. Selon Sean Lennon, Phillips l'a trompé avec son meilleur ami d'enfance, Max LeRoy. Ce dernier est mort peu de temps après dans un accident de moto, avant que lui et Sean ne puissent résoudre leurs différends.

## Personnel
- Sean Lennon - chant, guitare, basse, claviers, batterie
- Harper Simon - guitare
- Yuka Honda - basse, claviers
- Jon Brion - guitare, orgue Hammond, basse, batterie
- Greg Kurstin - orgue Hammond
- Sebastian Steinberg - basse
- Jim Keltner, Matt Chamberlain - batterie
- Athena Legend, Bijou Phillips - chœurs
- Sean Lennon, Eric Gorfain - arrangements des cordes

## Chansons
| No  | Titre               | Durée |
| --- | ------------------- | ----- |
| 1.  | Dead Meat           | 3:38  |
| 2.  | Wait for Me         | 2:39  |
| 3.  | Parachute           | 3:19  |
| 4.  | Friendly Fire       | 5:03  |
| 5.  | Spectacle           | 5:24  |
| 6.  | Tomorrow            | 2:03  |
| 7.  | On Again Off Again  | 3:18  |
| 8.  | Headlights          | 3:16  |
| 9.  | Would I Be the One  | 4:58  |
| 10. | Falling Out of Love | 4:08  |

| 11. | Parachute (L’Éclipse) (en duo avec -M-) | 3:17 |